# Área de conservación regional Bosques Secos de Salitral-Huarmaca
El Área de conservación regional Bosques Secos de Salitral-Huarmaca es un área protegida en el Perú. Se encuentra en la región Piura.
Fue creado el 21 de julio de 2011, mediante D.S. N.º 019-2011-MINAM . Tiene una extensión de 28 811.86 hectáreas.
El área se localiza en las estribaciones de la vertiente pacífica de los Andes que comprende el bosque seco.